# Sauce del Yi
Sauce del Yi és una entitat de població de l'Uruguai, ubicada al nord del departament de Florida. Té una població aproximada de 100 habitants, segons les dades del cens del 2004.
Es troba a 146 metres sobre el nivell del mar.